# De captione Almerie et Tortuose
De captione Almerie et Tortuose és una crònica en prosa que descriu la Croada contra al-Mariyya i la captura de Tortosa.
Escrita en llatí, descriu la Croada contra al-Mariyya de l'any 1147. L'obra és escrita per Caffaro di Rustico da Caschifellone, probable comandant genovès de l'exèrcit croat. Aquell exèrcit comptava amb un gran nombre de forces, naus i màquines de guerra del comte de Barcelona Ramon Berenguer IV.